# Callimetopus cynthioides
Callimetopus cynthioides är en skalbaggsart som beskrevs av Stefan von Breuning 1958. Callimetopus cynthioides ingår i släktet Callimetopus och familjen långhorningar.
Artens utbredningsområde är Filippinerna. Inga underarter finns listade.